# Турчанинов, Павел Петрович
Павел Петрович Турчанинов (1 мая 1778 — 1839) — российский командир эпохи наполеоновских войн, генерал-лейтенант Русской императорской армии.

## Биография
Из дворян Рогачёвского уезда Могилёвской губернии. Сын Петра Ивановича Турчанинова и его жены Екатерины Ивановны. Родился в Петербурге, крещен 5 мая 1778 года в Симеоновской церкви при восприемстве Екатерины II и И. И. Бецкого. 
18 августа 1789 года поступил в лейб-гвардии Преображенский полк сержантом и 18 октября 1794 года произведён в прапорщики. 3 марта 1796 переведён капитаном в Староингерманландский пехотный полк с назначением в адъютанты к фельдмаршалу Суворову.
Участвовал в Голландской экспедиции и ранен в левый бок навылет пулей в сражении под Алкмаром. По возвращении в Россию вышел в отставку 16 июня 1800 года. Вернулся на службу 2 мая 1801 года и зачислен в Архангелогородский мушкетерский полк подполковником; 20 сентября 1801 года назначен полковым командиром. 4 января 1805 года назначен командиром Екатеринославского гренадерского полка. В полковники произведён 23 апреля 1806 года. Участвовал в Наполеоновских войнах 1806—1807 годов. За храбрость при Прейсиш-Эйлау награждён 26 апреля 1807 года орденом Святого Георгия IV класса. Ранен под Гейльсбергом картечью в правое бедро. 7 февраля 1808 года назначен шефом Олонецкого мушкетёрского полка, с которым отправлен в Молдавию и участвовал в боевых действиях с турками в 1809—1811 годов. За осаду и взятие крепости Брегово произведён 29 декабря 1810 года в генерал-майоры и назначен командиром 2-й бригады 22-й пехотной дивизии. За отличие в сражении под Рущуком в 1811 году награждён золотой шпагой с алмазами.
В начале 1812 года Олонецкий пехотный полк, шефом которого был Турчанинов, входил в состав 2-й бригады 22-й пехотной дивизии и находился в резерве Дунайской армии. Сражался с поляками и французами под селениями Пружаны, Горностаевичи, у города Волковыска. В 1813 году в отряде генерал-лейтенанта Сен-При участвовал в осаде Глогау, затем при взятии Франкфурта-на-Одере, при занятии Берлина и в сражениях под Люценом и Бауценом. С 11 июня 1813 командовал 22-й пехотной дивизией и сражался на реке Кацбах, затем под Лёбау и Галле. Отличился в Лейпцигском сражении. Награждён 29 октября 1813 орденом Святого Георгия III класса. В 1814 году участвовал в сражениях под селениями Мери и Сезанн, при осаде и взятии Суасона, затем в сражении под Лаоном и при взятии Парижа.
После войны командовал 1-й бригадой 22-й пехотной дивизии. 12 декабря 1816 года назначен состоять при начальнике 22-й пехотной дивизии. 25 ноября 1818 года назначен командиром 1-й бригады 14-й пехотной дивизии, затем командовал 1-й бригадой 3-й пехотной дивизии. 12 сентября 1820 года назначен начальником 13-й пехотной дивизии. 12 декабря 1824 года произведён в генерал-лейтенанты, 10 июля 1826 года был снят с должности дивизионного начальника и определён состоять по армии. Комендантом Або назначен 27 сентября 1829 года, затем был подольским военным губернатором. 16 февраля 1835 года назначен военным губернатором Каменец-Подольска и гражданским губернатором Подольской губернии. 17 октября 1835 года назначен комендантом в Киеве.